# تاونسند (جورجیا)
تاونسند (به انگلیسی: Townsend) یک منطقهٔ مسکونی در ایالات متحده آمریکا است که در شهرستان مکینتاش، جورجیا واقع شده‌است. تاونسند ۶٫۱ متر بالاتر از سطح دریا واقع شده‌است.